# Dana Dawson
Ne doit pas être confondu avec Donna Summer.
Pour les articles homonymes, voir Dawson.
 (mars 2024).
Si vous disposez d'ouvrages ou d'articles de référence ou si vous connaissez des sites web de qualité traitant du thème abordé ici, merci de compléter l'article en donnant les références utiles à sa vérifiabilité et en les liant à la section « Notes et références ».
Dana Dawson, née le 7 août 1974 à New York et morte le 10 août 2010 à New York, est une chanteuse et comédienne américaine principalement connue en Europe au début des années 1990. 

## Biographie
Dana Dawson est née à Jamaica, quartier de Queens, à New York.

### Carrière
Dana Dawson fait ses débuts très tôt dans le monde du théâtre dès l'âge de sept ans dans la pièce Annie, dans le rôle de l'orpheline July. C'est à quatorze ans qu'elle entame une carrière de chanteuse, quand elle fait la rencontre de la chanteuse franco-tunisienne Jacqueline Taïeb, qui avait écrit le titre ''Ready To Follow You'' (« Prête à te Suivre »), et cherchait une adolescente talentueuse pour l'interpréter. 
Jacqueline Taïeb raconte[réf. nécessaire] : « L'aventure commence en août 1986. J'étais chanteuse dans ma jeunesse, et j'avais fait le Festival international de Carthage en Tunisie (Jacqueline est juive tunisienne) où j'habitais à l'époque. Plein de gens sont venus me dire que c'était très très bien. Parmi ces personnes, il y avait un gars que je connaissais très peu et qui était de passage en Tunisie et qui me dit : « C'est vraiment très très bien ce que tu fais, pourquoi ne viens-tu pas tenter ta chance aux États-Unis ? ». Et moi, je n'attendais que ça. J'arrive chez lui à New-York et en ouvrant la porte, dans la chambre qui est en face de la porte d'entrée il y avait un piano. Et tout de suite, je commence à composer Ready To Follow You. Je décide de mettre une annonce dans le journal qui s'appelle The village Voice pour auditionner des chanteuses qui pourraient éventuellement interpréter le titre. Et là, je reçois à peu près cinquante chanteuses. Il y en a une qui sonne à la porte, je la fais entrer. Je commence à discuter avec elle, et puis je me dis « Oh la la elle est trop vieille. » Bon la pauvre, elle avait 25/27 ans, donc ce n'est pas très très vieux, mais ça n'allait pas pour le rôle. Elle était sur le point de partir quand sur le pas de la porte elle me dit : « Mais tu sais, je connais une fille qui chante très bien, une jeune noire qui s'appelle Dana Dawson qui a treize ans ». Je lui ai dit : « Ok. Qu'elle m'appelle ! ».
Jacqueline reçoit Dana, accompagnée de sa maman : « Quand elle a commencé à chanter, j'avais des frissons partout, mon cœur faisait "boum boum", donc je me suis dit :  C'est elle ! ». Je lui ai dit : « Écoute, tu es trop mignonne Dana, qu'est-ce que tu chantes bien, tu me fais battre le cœur, quel plaisir d'entendre une chanson à moi chantée par toi ! » Sa mère me disait : « C'est tellement mignon, personne ne lui a dit des choses aussi gentilles ! » Il y avait une ambiance très amicale, je dirais même familiale entre nous. Je suis retournée en France, où je me suis fait jeter de partout, et moi je suis obstinée. J'y croyais parce que cette histoire était quand même assez dingue du début à la fin. Une petite voix me disait que ça mènerait quelque part. »

### Succès en France
En 1988, Jacqueline Taïeb rencontre au MIDEM à Cannes le jeune producteur David Ofer à qui elle fait écouter une maquette de la chanson Ready To Follow You qu'elle essaye de placer. David Ofer décide de produire Dana Dawson et la fait venir des États-Unis en France car il souhaite lancer une jeune artiste américaine en Europe. C'est donc avec le titre Ready To Follow You, dont il réalise les arrangements avec Bernard Estardy, qu'il lance la jeune Américaine. Les débuts de Dana Dawson sont fulgurants et l'artiste se retrouve la plus jeune chanteuse au Top 50 avec le plus jeune producteur de France.
Jacqueline Taïeb conclut dans une autre interview : « Le 45 tours est sorti, avec succès, quelques mois plus tard, en France, avec cette pochette sublime, illustrée d'une photo d'elle en noir et blanc, celle qu'elle m'avait donnée lors de notre première rencontre. Le clip de la chanson sort en 1989 en France. Dana Dawson a fait le tour de toutes les télévisions de France. » 
Ce titre devient donc un tube et reste plusieurs semaines classé en tête des meilleures ventes de 45 tours. Il faut cependant attendre environ trois ans avant que la chanteuse n'entame sérieusement sa carrière de chanteuse professionnelle.
À seize ans, elle enregistre enfin un premier album intitulé Paris, New York and Me (1991) (clin d'œil à sa ville natale, New York, et à celle qui lui a offert sa première chance, Paris).  Le single chargé de promouvoir cet opus est Romantic World (1990). Il lui faudra néanmoins l'appui sérieux de sa maison de disques et, surtout, une nouvelle version (ainsi qu'une nouvelle pochette) pour que le single connaisse un plus grand succès. Le tonique Tell Me Bonita lui succède en 1991 et, accompagné d'une belle promotion (à l'époque, la chanteuse est invitée sur tous les plateaux télévisés), permet à Dana Dawson d'obtenir un nouveau tube à son actif. 
Open Hearts, une ballade qui paraît en 1991 et Movin' On (1992) (chanson remixée pour l'occasion dans une version plus « dance ») - tous les deux toujours extraits de son premier album - prennent ensuite la relève avec un succès moindre. Dana Dawson ne reviendra qu'au milieu des années 1990 avec un nouvel album, laissant une période assez longue entre son précédent et son nouveau disque.

### Succès en Angleterre
En 1995 sort Black Butterfly, un deuxième album prometteur qui contient notamment le titre aux allures de tube 3 Is Family. Le disque connaît une sortie internationale et rencontre cette fois-ci un certain écho au Royaume-Uni où trois de ses singles atteignent notamment le Top 40, 3 Is Family (classé dans le Top 10), Got To Give Me Love (1995) et Show Me (1996).

### Vie privée
Dana s'est mariée avec le musicien de jazz, Jason Curry, le 7 juillet 2007 à Hamilton aux Bermudes.

### Fin prématurée
Après 1995, la carrière artistique de Dana Dawson se fait beaucoup plus discrète. Elle fait alors de la figuration dans des séries, des téléfilms, des films, et des courts métrages.  
En 2001, elle enregistre un titre sur le label Black Station/Universal Records Europe Nice Life) avant d'entamer une carrière à Broadway dans la pièce Rent.
Elle meurt à l'âge de trente-six ans, trois jours après son anniversaire, le 10 août 2010 des suites d'un cancer du côlon. Elle repose dans sa ville natale, au Maple Grove Cimetery de New-York.

## Discographie

### Albums
- 1991 : Paris, New York and Me (Paris, New-York et moi)
- 1995 : Black Butterfly (Papillon Noir)

### Simples/Singles
- 1988 : Ready To Follow You (Prête à te suivre)
- 1990 : Romantic World (Monde romantique)
- 1991 : Tell Me Bonita (Dis-moi ma belle)
- 1991 : Open Hearts (Cœurs ouverts)
- 1992 : Movin' On (Je continue ma route)
- 1995 : 3 Is Family (À 3 on est une famille)
- 1995 : Got To Give Me Love (Tu dois me donner de l'amour)
- 1996 : How I Wanna Be Loved (Comment je veux être aimée)
- 1996 : Show Me (Montre-moi)
- 2001 : Nice Life (Une vie sympa)

## Reprise
- Romantic World fut notamment repris par Brenda Fassie en 1993.
- Romantic World, en traduction portugaise Romance Bom ("Bonne romance"), fut repris par la chanteuse brésilienne Angélica Ksyvickis (pt) en 1992.